# Save Me (canción de Remy Zero)
«Save Me» es una canción interpretada por la banda estadounidense de rock alternativo Remy Zero. Fue publicado en The Golden Hum el 18 de septiembre de 2001 en los Estados Unidos a través de Elektra Records. La canción fue publicado como sencillo el 10 de septiembre de 2001 a través de Geffen Records, alcanzando el puesto #27 en el Billboard Alternative Airplay. Más tarde, la canción fue utilizada como el tema de apertura de Smallville.

## Video musical
El videoclip para «Save Me», dirigido por Phil Harder, fue filmado en Mineápolis, Minnesota y presenta montajes del puente a lo largo del Río Misisipi, incluyendo el Puente I-35W, el cual colapsó en agosto de 2007.

## Posicionamiento
| Gráficas (2001–03)                             | Pico de posición |
| ---------------------------------------------- | ---------------- |
| Francia (SNEP)                                 | 16               |
| Nueva Zelanda (RIANZ)                          | 46               |
| Reino Unido (OCC)                              | 55               |
| Estados Unidos (Billboard Adult Top 40)        | 33               |
| Estados Unidos (Billboard Alternative Airplay) | 27               |